# Henri-Jean Debon
Pour les articles homonymes, voir HJD.
Henri-Jean Debon (HJD) est un réalisateur et scénariste français né à Boulogne-Billancourt le 12 octobre 1968 et décédé à Paris 15e le 22 mai 2014. Il est également musicien, guitariste et auteur-compositeur du groupe Quincannon. Il est notamment connu pour avoir réalisé une grande partie des clips du groupe Noir Désir.

## Biographie
Henri-Jean Debon réalise ses premiers courts-métrages avec une caméra Super-8 à 14 ans. Certains d'entre eux sont présentés à divers festivals au début des années 1980. Au lycée, il dirige Outsiders, un fanzine de cinéma qui lui permet de rencontrer des réalisateurs de tous les horizons : Eric Rohmer, Terry Gilliam, Gerard Oury ou encore Raoul Ruiz. À 16 ans, il réalise des films pour le Ministère de l’Économie Sociale. Il est alors repéré par le commissaire de l’exposition « Le goût du risque » au Grand Palais qui lui propose de contribuer à l'ouvrage collectif Modernes et après sous la direction d'Élie Théofilakis aux éditions Autrement. Il devient parallèlement stagiaire dans la réalisation de clips et de publicités, travaillant pour Jean-Jacques Beineix, Etienne Chatiliez et surtout Jean-Pierre Jeunet, dont il est assistant entre 1984 et 1986. Il réalise un portrait de l'écrivain Philippe Djian en 1987 qui lui vaut une diffusion sur la chaîne FR3.
L'année 1989 est celle de sa rencontre avec Noir Désir. Il a d'abord l'idée de faire un long-métrage sur le groupe en tournée mais le projet tourne court faute de financement. Seules quelques séquences à bord du Transsibérien lors d'une tournée en URSS subsistent de cette première collaboration. Il travaillera néanmoins avec les bordelais pendant presque quinze ans, réalisant la plupart de leurs clips ainsi que des pubs TV ou des vidéos de concerts. Noir Désir lui confie également la conception de tous leurs visuels pour l'album 666.667 Club, de la pochette au merchandising. Leur partenariat de 1989 à 1997 est rassemblé sous le documentaire On est au monde, sorti en 1998 puis réédité en 2006 dans le coffret DVD Noir Désir par Henri-Jean Debon. Ce dernier y ajoute des vidéos de la période Des visages des figures ainsi que des deux concerts filmés en 1993 pour leur album live Dies irae qui étaient déjà parus à l'époque en VHS sous le titre Noir Désir.
En 1994, Henri-Jean Debon rencontre et filme Jeffrey Lee Pierce, chanteur du mythique Gun Club, à Londres deux ans avant sa mort, et filme son difficile quotidien : « Il n’avait plus de contrat avec aucune maison de disques, et à peine de quoi vivre. Et sa santé se détériorait… ».
Henri-Jean Debon poursuit ses collaborations jusqu'à partager la Victoire de la Musique du DVD musical en 2006 avec d'autres réalisateurs pour Noir Désir en images. Il s'installe à Marseille en 2010 d'où il travaille jusqu'à sa mort.
La revue Persona lui consacre un dossier à l'occasion des 10 ans de sa disparition, au printemps 2024. De nombreux proches, musiciens et vidéastes, y témoignent : Serge Teyssot-Gay, Romain Humeau ou encore Mathias Malzieu.

### Réalisateur de clips
Henri-Jean Debon a conçu la majorité des clips de Noir Désir. Son approche particulière du montage et du décalage entre l'image et le son contribuent dès le début à l'identité du groupe : « En route pour la joie », « Marlène » ou encore « Tostaky » jouent sur le rythme et la profusion d'extraits a priori sans rapport. Pourtant, « toutes les images ont été, contrairement à ce que l'on pourrait croire, tournées pour l'occasion et montées de manière très réfléchie » affirme Vincent Laufer. « L'idée, explique Debon, est de profiter du fait que les clips de Noir Désir sont diffusés très fréquemment pour proposer des petits films où le spectateur va découvrir de nouvelles choses à chaque fois ».
Il revient à la fiction plus traditionnelle en 1996 avec « L'Homme Pressé », dans lequel le groupe parodie les boys band en vogue à l'époque, et « Un Jour En France », qui prend le contre-pied du texte politique de Bertrand Cantat sous forme de film d'animation japonaise et de critique de la célébrité. « Ça nous a plu parce que complètement en porte-à-faux avec ce que raconte [la chanson], raconte Cantat [...] Ironie totale. Je pense que ça va être drôle. En tout cas vraiment expérimental. [..] Ce n'est pas de la paraphrase du texte ». Lost, clip plus ambitieux incluant des effets spéciaux et de nombreux figurants, est leur dernière collaboration.
Il a également réalisé une trentaine de clips pour des artistes aussi variés que Asian Dub Foundation & Sinead O’Connor, Dominique A, Les Thugs, Louise Attaque, Luke, Eiffel et Ingrid Caven. En 2002, il tourne avec Dionysos le clip de leur tube Song For Jedi. En 2008, il lance son concept « LCD Videosystem » avec lequel il propose aux groupes auto-produits de concevoir un clip à 1 000 €. Plus d'une vingtaine de formations font appel à lui, parmi lesquelles The Craftmen Club et Mad River.

### Réalisateur de fictions
Après sa rencontre avec Jeffrey Lee Pierce, il lui imagine un rôle dans une de ses fictions, « Brothers and Sisters », mais le chanteur succombe à une hémorragie cérébrale en 1996. Henri-Jean revient aux métrages non musicaux en 2001 avec entre autres Une nuit, adaptation western d’une nouvelle de Georges Bernanos, et Mon cœur, co-produit par Canal +.

### Documentariste et distributeur
Henri-Jean Debon a réalisé des documentaires autour de Noir Désir mais aussi Kyo ou Axel Bauer, avec une affinité pour les séances en studio d'enregistrement. Les images de sa rencontre avec Jeffrey Lee Pierce restent inédites jusqu'en 2008, date à laquelle il les présente sous la forme du moyen-métrage Hardtimes Killin’ Floor Blues dans lequel apparaissent Cypress Grove et Nick Cave. Le documentaire est salué par Le Monde comme « sans doute un des films les plus tristes et vrais jamais tournés sur la solitude d'un rocker déchu ».
Un de ses derniers projets est le documentaire Lunch, réalisé en 2010 et qui tourne autour du photographe américain Neil Gittings et de ses modèles féminins. Il a également créé en 1988 Sogema France Cinema, une société de distribution montée pour un unique film de Lars Von Trier, Epidemic.

### Publicité
Henri-Jean Debon a créé les spots TV pour des albums de Noir Désir, de 1989 à 2001. Ce sont essentiellement des extraits des clips ou de vidéos live, parfois détournés (sans le son ou redoublés avec une autre bande sonore).

### Musique
Chanteur/guitariste et passionné par des figures marginales de la folk et du rock, "HJD" fonde son premier groupe en 1990, Otto’s Fox, qui devient Quincannon en 1996. Leur premier album West Point Graduate sort la même année. Il est produit, entre autres, par Frédéric Vidalenc, ex-bassiste de Noir Désir. Le style du groupe alterne entre cabaret, hardcore, pop, country et punk avec pour influences Daniel Johnston, les Pixies et The Gun Club. Il est élu révélation du Printemps de Bourges en 2000, puis sort son second album, Who Defecates In Your Head, Bob ? en janvier 2001 avec le producteur des Stooges et du Gun Club, Bruce Mock . On y note les participations de Marc Sens et Serge Teyssot-Gay. Le troisième et dernier album Homeless Stars, Never Late... sort en 2005. Il est cette fois produit par Laurent Ballot et Romain Humeau, chanteur de Eiffel.

## Filmographie

### Documentaires
- 1994 : Noir Désir
- 1998 : On est au monde
- 2005 : Bauer, Axel disponible sur l'édition limitée de l'album Bad Cowboy
- 2006 : Noir Désir par Henri-Jean Debon
- 2006 : Un Détour Pour Saluer
- 2006 : Kyo / Stand-by (inédit)
- 2008 : Hardtimes Killin' Floor Blues
- 2010 : Lunch

### Récompenses
- MIDEM de Cannes 1996 : Grand Prix, meilleure réalisation et meilleur scénario pour Un Jour En France
- Victoires de la Musique 2006 : Victoire du DVD musical pour Noir Désir en images[32] de Don Kent dans lequel sont incluses des vidéos réalisées par Henri-Jean Debon.

### Nominations
- Victoires de la Musique 1998 : Nomination pour la Victoire du vidéo-clip pour L'Homme Pressé[33]
- Festival international du film documentaire de Copenhague 2008 : Nomination pour Hardtimes Killin Floor Blues dans la catégorie Sound & Vision Award[34].

## Musique

### Récompenses
- Printemps de Bourges 2000 : révélation de l'année pour Quincannon

### Documents audiovisuels
- Quincannon interprète « Oligarchy In Your Ass » dans l'émission Des mots de minuit en 2001.
- Interview pour Le Journal de la Culture sur Arte autour de Hardtimes Killing' Floor Blues, Août 2008.
- Commentaire du Clip Lost sur Chroniclip, 2010.
- Entretien pour Dérives.tv, 7 octobre 2013.
- Episode du Podcast Radio K7 sur l'album 666.667 Club de Noir Désir, 12 novembre 2019.

### Essais, études et témoignages
- François Diebolt, Le paradoxe du vidéoclip chez Noir Désir, Mémoire de Master Arts et Sciences de l’Enregistrement, UPEM - Paris-Est Marne-la-Vallée, 2006.
- Un détour, pour saluer, texte d'Henri-Jean Debon sur le court-métrage du même nom dans la revue Synergies Monde Arabe no 5, 2008.